# Grand Prix Júnior de Patinação Artística no Gelo de 2012–13
O Grand Prix Júnior de Patinação Artística no Gelo de 2012–13 foi a décima sexta temporada do Grand Prix ISU Júnior, uma série de competições de nível júnior de patinação artística no gelo disputada na temporada 2012–13. São distribuídas medalhas em quatro disciplinas, individual masculino e individual feminino, duplas e dança no gelo. Os patinadores ganham pontos com base na sua posição em cada evento e os seis primeiros de cada disciplina são qualificados para competir na final do Grand Prix Júnior, realizada em Sóchi, Rússia.
A competição é organizada pela União Internacional de Patinação (em inglês:  International Skating Union), a série Grand Prix começou em 22 de agosto e continuaram até 9 dezembro de 2012.

## Calendário
| #     | Evento                                   | Localização                 | Data                 | Notas                       | Ref   |
| ----- | ---------------------------------------- | --------------------------- | -------------------- | --------------------------- | ----- |
| 1     | Grand Prix Júnior de Courchevel de 2012  | Courchevel, França          | 23–25 de agosto      | Não houve disputa de duplas | [ 1 ] |
| 2     | Grand Prix Júnior de Lake Placid de 2012 | Lake Placid, Estados Unidos | 30 de ago.–1 de set. |                             | [ 2 ] |
| 3     | Cup of Austria de 2012                   | Linz, Áustria               | 13–15 de setembro    |                             | [ 3 ] |
| 4     | Grand Prix Júnior de Bósforo de 2012     | Istambul, Turquia           | 22–24 de setembro    | Não houve disputa de duplas | [ 4 ] |
| 5     | Senčila Bled Cup de 2012                 | Bled, Eslovênia             | 27–29 de setembro    | Não houve disputa de duplas | [ 5 ] |
| 6     | Croatia Cup de 2012                      | Zagreb, Croácia             | 4–6 de outubro       |                             | [ 6 ] |
| 7     | Blue Swords de 2012                      | Chemnitz, Alemanha          | 11–13 de outubro     |                             | [ 7 ] |
| Final | Final do Grand Prix Júnior de 2012–13    | Sóchi, Rússia               | 6–9 de dezembro      | Junto com a final sênior    | [ 8 ] |

## Medalhistas

### Grand Prix Júnior de Courchevel
| Evento                        | Ouro                                             | Prata                                       | Bronze                                    |
| Individual masculino detalhes | Jin Boyang · China                               | Jason Brown · Estados Unidos                | Ryuju Hino · Japão                        |
| Individual feminino detalhes  | Elena Radionova · Rússia                         | Rika Hongo · Japão                          | Uliana Titushkina · Rússia                |
| Dança no gelo detalhes        | Gabriella Papadakis · Guillaume Cizeron · França | Valeria Zenkova · Valerie Sinitsin · Rússia | Madeline Edwards · Zhao Kai Pang · Canadá |

### Grand Prix Júnior de Lake Placid
| Evento                        | Ouro                                               | Prata                                         | Bronze                                         |
| Individual masculino detalhes | Joshua Farris · Estados Unidos                     | Keiji Tanaka · Japão                          | Roman Sadovsky · Canadá                        |
| Individual feminino detalhes  | Satoko Miyahara · Japão                            | Courtney Hicks · Estados Unidos               | Angela Wang · Estados Unidos                   |
| Duplas detalhes               | Margaret Purdy · Michael Marinaro · Canadá         | Vasilisa Davankova · Andrei Deputat · Rússia  | Madeline Aaron · Max Settlage · Estados Unidos |
| Dança no gelo detalhes        | Alexandra Aldridge · Daniel Eaton · Estados Unidos | Evgenia Kosigina · Nikolai Moroshkin · Rússia | Andréanne Poulin · Marc-André Servant · Canadá |

### Cup of Austria
| Evento                        | Ouro                                             | Prata                                    | Bronze                                    |
| Individual masculino detalhes | Nathan Chen · Estados Unidos                     | Ryuju Hino · Japão                       | Kim Jin-seo · Coreia do Sul               |
| Individual feminino detalhes  | Elena Radionova · Rússia                         | Hannah Miller · Estados Unidos           | Samantha Cesario · Estados Unidos         |
| Duplas detalhes               | Brittany Jones · Ian Beharry · Canadá            | Lina Fedorova · Maxim Miroshkin · Rússia | Maria Vigalova · Egor Zakroev · Rússia    |
| Dança no gelo detalhes        | Gabriella Papadakis · Guillaume Cizeron · França | Anna Yanovskaya · Sergey Mozgov · Rússia | Mackenzie Bent · Garrett MacKeen · Canadá |

### Grand Prix Júnior de Bósforo
| Evento                        | Ouro                                      | Prata                                      | Bronze                                    |
| Individual masculino detalhes | Jason Brown · Estados Unidos              | Alexander Petrov · Rússia                  | Nam Nguyen · Canadá                       |
| Individual feminino detalhes  | Leah Keiser · Estados Unidos              | Park So-youn · Coreia do Sul               | Satoko Miyahara · Japão                   |
| Dança no gelo detalhes        | Alexandra Stepanova · Ivan Bukin · Rússia | Shari Koch · Christian Nüchtern · Alemanha | Madeline Edwards · Zhao Kai Pang · Canadá |

### Senčila Bled Cup
| Evento                        | Ouro                                               | Prata                                    | Bronze                                         |
| Individual masculino detalhes | Joshua Farris · Estados Unidos                     | Jin Boyang · China                       | Alexander Samarin · Rússia                     |
| Individual feminino detalhes  | Kim Hae-jin · Coreia do Sul                        | Barbie Long · Estados Unidos             | Evgenia Gerasimova · Rússia                    |
| Dança no gelo detalhes        | Alexandra Aldridge · Daniel Eaton · Estados Unidos | Anna Yanovskaya · Sergey Mozgov · Rússia | Andréanne Poulin · Marc-André Servant · Canadá |

### Croatia Cup
| Evento                        | Ouro                                        | Prata                                         | Bronze                                            |
| Individual masculino detalhes | Maxim Kovtun · Rússia                       | Yan Han · China                               | Harrison Choate · Estados Unidos                  |
| Individual feminino detalhes  | Angela Wang · Estados Unidos                | Hannah Miller · Estados Unidos                | Anna Pogorilaya · Rússia                          |
| Duplas detalhes               | Margaret Purdy · Michael Marinaro · Canadá  | Yu Xiaoyu · Jin Yang · China                  | Vasilisa Davankova · Andrei Deputat · Rússia      |
| Dança no gelo detalhes        | Valeria Zenkova · Valerie Sinitsin · Rússia | Evgenia Kosigina · Nikolai Moroshkin · Rússia | Rachel Parsons · Michael Parsons · Estados Unidos |

### Blue Swords
| Evento                        | Ouro                                      | Prata                                             | Bronze                                    |
| Individual masculino detalhes | Maxim Kovtun · Rússia                     | Shoma Uno · Japão                                 | Alexander Samarin · Rússia                |
| Individual feminino detalhes  | Anna Pogorilaya · Rússia                  | Miyabi Oba · Japão                                | Maria Stavitskaia · Rússia                |
| Duplas detalhes               | Lina Fedorova · Maxim Miroshkin · Rússia  | Maria Vigalova · Egor Zakroev · Rússia            | Brittany Jones · Ian Beharry · Canadá     |
| Dança no gelo detalhes        | Alexandra Stepanova · Ivan Bukin · Rússia | Kaitlin Hawayek · Jean-Luc Baker · Estados Unidos | Daria Morozova · Mikhail Zhirnov · Rússia |

### Final do Grand Prix Júnior
| Evento                        | Ouro                                      | Prata                                            | Bronze                                             |
| Individual masculino detalhes | Maxim Kovtun · Rússia                     | Joshua Farris · Estados Unidos                   | Ryuju Hino · Japão                                 |
| Individual feminino detalhes  | Elena Radionova · Rússia                  | Hannah Miller · Estados Unidos                   | Anna Pogorilaya · Rússia                           |
| Duplas detalhes               | Lina Fedorova · Maxim Miroshkin · Rússia  | Vasilisa Davankova · Andrei Deputat · Rússia     | Maria Vigalova · Egor Zakroev · Rússia             |
| Dança no gelo detalhes        | Alexandra Stepanova · Ivan Bukin · Rússia | Gabriella Papadakis · Guillaume Cizeron · França | Alexandra Aldridge · Daniel Eaton · Estados Unidos |

## Classificação para a Final do Grand Prix Júnior
Cada patinador pontua dependendo da posição obtida, somando as duas melhores pontuações. Os seis melhores se classificam para disputa da final. A pontuação por eventos é a seguinte:
| Pos. | Pontos (Individuais/Dança) | Pontos (Duplas) |
| ---- | -------------------------- | --------------- |
| 1º   | 15                         | 15              |
| 2º   | 13                         | 13              |
| 3º   | 11                         | 11              |
| 4º   | 9                          | 9               |
| 5º   | 7                          | 7               |
| 6º   | 5                          | 5               |
| 7º   | 4                          | 4               |
| 8º   | 3                          | 3               |
| 9º   | 2                          | –               |
| 10º  | 1                          | –               |

### Classificados
|             | Masculino             | Feminino            | Duplas                                  | Dança no gelo                               |
| ----------- | --------------------- | ------------------- | --------------------------------------- | ------------------------------------------- |
| 1           | USA Joshua Farris     | RUS Elena Radionova | CAN Margaret Purdy / Michael Marinaro   | RUS Alexandra Stepanova / Ivan Bukin        |
| 2           | RUS Maxim Kovtun      | USA Angela Wang     | RUS Lina Fedorova / Maxim Miroshkin     | USA Alexandra Aldridge / Daniel Eaton       |
| 3           | USA Jason Brown       | RUS Anna Pogorilaya | CAN Brittany Jones / Ian Beharry        | FRA Gabriella Papadakis / Guillaume Cizeron |
| 4           | CHN Boyang Jin        | JPN Satoko Miyahara | RUS Maria Vigalova / Egor Zakroev       | RUS Valeria Zenkova / Valerie Sinitsin      |
| 5           | JPN Ryuju Hino        | USA Hannah Miller   | RUS Vasilisa Davankova / Andrei Deputat | RUS Evgenia Kosigina / Nikolai Moroshkin    |
| 6           | JPN Keiji Tanaka      | USA Leah Keiser     | CHN Yu Xiaoyu / Jin Yang                | RUS Anna Yanovskaia / Sergei Mozgov         |
| Substitutos |                       |                     |                                         |                                             |
| 1º          | RUS Alexander Samarin | KOR Kim Hae-Jin     | USA Madeline Aaron / Max Settlage       | GER Shari Koch / Christian Nuchtern         |
| 2º          | CHN Han Yan           | USA Courtney Hicks  | GER Annabelle Prölss / Ruben Blommaert  | CAN Madeline Edwards / Zhao Kai Pang        |
| 3º          | RUS Alexander Petrov  | JPN Miyabi Oba      | USA Britney Simpson / Matthew Blackmer  | CAN Andreanne Poulin / Marc-Andre Servant   |